# Gårdsjön (Toarps socken, Västergötland)
Gårdsjön är en sjö i Borås kommun i Västergötland och ingår i Ätrans huvudavrinningsområde.